# Sport au Cambodge
Le sport au Cambodge est de plus en plus populaire dans le pays, notamment depuis la fin des années 1970.
Les sports les plus populaires sont le football, le volley-ball, la boxe khmère et le plumfoot (en khmer ទាត់សី /toat sey/).[réf. nécessaire]

## Histoire

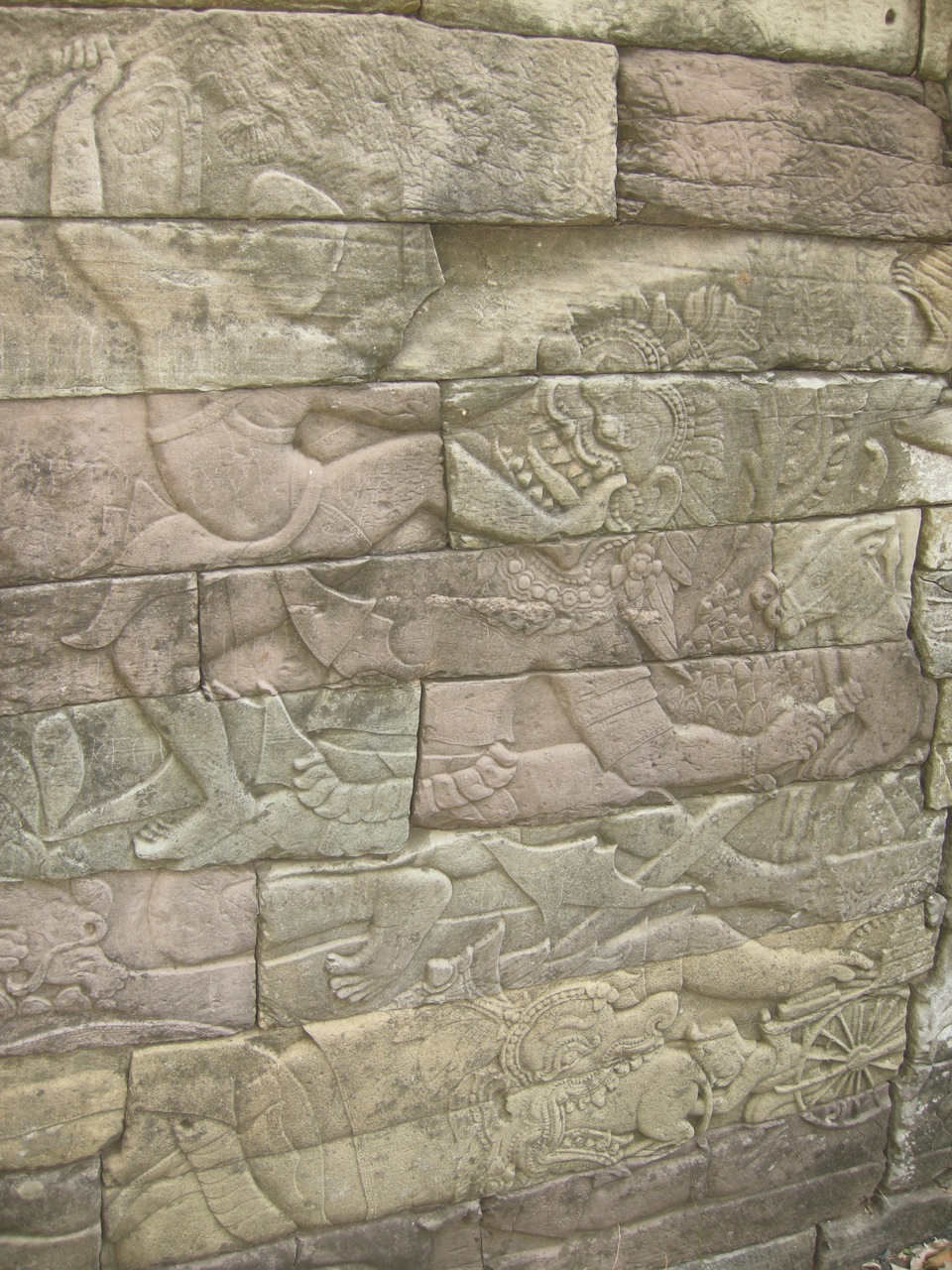
Bas-reliefs des temples représentant un combattant khmère utilisant le bokator.

L'origine du sport au Cambodge remonterai au IIIe siècle environ avec la pratique d'un art martial d'origine khmère le bokator.

## Organisation
Le Comité national olympique du Cambodge assure pour sa part le lien entre les autorités politiques, les fédérations sportives et le Comité international olympique.

### Installations sportives
Il existe très peu d'installations sportives au Cambodge. Le stade olympique de Phnom Penh, conçu en 1962 par l'architecte cambodgien Vann Molyvann pour accueillir les jeux de l'Asie du Sud-Est de 1963, a longtemps était la plus grande enceinte sportive du pays avec 50 000 places. Il a tout de même hébergé les Jeux des Nouvelles Forces émergentes en 1965 et les matches aller/retour qualificatifs pour la Coupe du monde de football de 1966 entre la Corée du Nord et l'Australie.
Le Beeline Arena complexe sportif de Phnom Penh de 2500 places, accueille chaque année depuis 2013, la finale du championnat du Cambodge de basketball ainsi que le championnat national de futsal le Tiger National Futsal Championship.
En Août 2021, le complexe sportif de Morodok Techo National Sports ouvre avec près de 70000 places. Le stade a été construit pour Jeux d'Asie du Sud-Est de 2023.

### Compétitions
Parmi les plus fameux rendez-vous sportifs du Cambodge, on compte le Championnat du Cambodge de football depuis 1982. En 2013, la toute première ligue de basket-ball est créée dans le pays.

## Sportifs

### Pétanque
La joueuse de pétanque Ke Leng a remporté quatre titres de Championne du monde en tir de précision.

## Discipline

### Basketball
Depuis 2013, le pays compte un championnat de basketball la Cambodian Basketball League.

### Football
Le football est le sport le plus populaire du pays bien qu'il ne soit pas encore très développé. Toutefois, il existe un championnat du Cambodge de football depuis 1982, constitué à l'heure actuelle de 2 divisions : la Metfone C-league et la deuxième division. La discipline compte aussi depuis 1997 la Coupe du Cambodge de football, que l'on nomme Hun Sen Cup. L'équipe nationale masculine voit le jour en 1933, jouant son premier match officiel le 17 mars 1956 contre la Malaisie. La discipline est placée sous l'égide la fédération du Cambodge de football fondé en 1933, membre de la FIFA depuis 1953 et de la Confédération asiatique de football depuis 1957.

### Futsal
Le futsal a été introduit en 1998. Le premier championnat nationale de futsal a été créé en 2013.

### Pétanque
L'équipe nationale de pétanque a remporté 13 médailles (6 en or, 2 en argent et 5 en bronze) toutes compétitions confondues aux Championnats du monde de pétanque, ce qui en fait actuellement la septième meilleur nation au monde.

### Motomarine
En Octobre 2022, Kai Vansiden remporte la médaille d'or au championnat mondiaux de motomarine (Jet Ski World Series 2022 )qui se tenait en Arizona, aux Etats-Unis.

### Sepak takraw
Au Cambodge, ce sport est appelé sey dâk (khmer : សីដក់) ou sey melong (khmer : សីមេលោង).

## Palmarès international
La liste suivante propose les principaux titres internationaux remportés par des équipes nationales, clubs ou sportifs cambodgiens.

### Jeux olympiques
Le Cambodge n'a pas décroché de médaille olympique dans son histoire.